# Ddu-Du Ddu-Du
"Ddu-Du Ddu-Du" (tiếng Hàn: 뚜두뚜두, hay được viết cách điệu là "DDU-DU DDU-DU") là bài hát được thu âm bởi nhóm nhạc nữ Hàn Quốc Blackpink, được phát hành vào ngày 15 tháng 6 năm 2018, thông qua hãng đĩa YG Entertainment với vai trò là đĩa đơn đầu tiên của đĩa mở rộng đầu tay của nhóm có tựa đề Square Up.
"Ddu-Du Ddu-Du" là một bài hát thuộc thể loại nhạc hip-pop. Teddy Park đảm nhiệm vai trò sản xuất chính cho bài hát này, trong khi các nhà sản xuất thu âm khác như 24, Bekuh Boom và R.Tee là người đồng sản xuất.

## Bối cảnh phát hành
"Ddu-Du Ddu-Du" là một bài hát được viết ở cung Mi thứ nhưng mượn thêm một số nốt nhạc của âm giai E Phrygian, ở nhịp độ 140 nhịp trên một phút và nhịp 4
4 (tức nhịp common time), ngoài ra còn sử dụng các nốt nhạc nằm trong hai âm giai E Aeolian và Phrygian.

## Sáng tác
Bài hát được viết lời và sáng tác bởi Teddy và đồng sáng tác bởi Bekuh Boom, 24 và R.Tee.

## MV
Vào lúc 18 giờ (KST) ngày 15 tháng 6, "Ddu-Du Ddu-Du" đã được phát hành cùng lúc với MV  thông qua các trang web âm nhạc, bao gồm Melon tại Hàn Quốc và iTunes cho thị trường quốc tế. MV được công chiếu trên Mnet.
Vào ngày 18 tháng 6, video dance practice cho "Ddu-Du Ddu-Du" đã được đăng tải lên trên kênh YouTube chính thức của Blackpink và kênh V Live.
MV trở thành video được xem nhiều nhất trong 24 giờ đầu tiên bởi một nghệ sĩ Hàn Quốc và là MV được xem nhiều thứ hai trên thế giới với hơn 36.2 triệu người xem trong vòng 24 giờ sau khi phát hành, vượt qua "Gentleman" của Psy và chỉ đứng sau "Look What You Made Me Do" của Taylor Swift. MV cũng đạt được 100 triệu lượt xem chỉ trong 10 ngày, khiến "Ddu-Du Ddu-Du" hiện là MV của một nhóm nhạc nữ K-pop đạt được thành tích này trong một thời gian ngắn.
Tính đến ngày 19 tháng 7 năm 2018, MV đã đạt được 200 triệu lượt xem trên YouTube chỉ trong 33 ngày, khiến "DDU-DU DDU-DU" hiện là MV Kpop đạt cột mốc 200 triệu view nhanh nhất.
Đến chiều ngày 25 tháng 11 năm 2018, MV đã cán mốc 500 triệu lượt xem trên YouTube trong 163 ngày. Xác nhận kỉ lục:
- Girlgroup K-POP đầu tiên đạt mốc 500 triệu view
- Nhóm nhạc K-POP đạt 500 triệu view nhanh nhất
- Vào khoảng 19:00 ngày 11/11/2019, MV chạm mốc 1 tỷ lượt xem
Là MV đầu tiên của một nhóm nhạc K-POP và là MV thứ ba của K-POP (thứ 1 và thứ 2 thuộc về PSY) chạm mốc 1.3 tỷ lượt xem.

## Quảng bá
Blackpink quảng bá bài hát trên nhiều chương trình âm nhạc Hàn Quốc bao gồm Show! Music Core và Inkigayo

## Bảng xếp hạng
| Bảng xếp hạng (2018)                   | Hạng cao nhất |
| -------------------------------------- | ------------- |
| Canada (Canadian Hot 100)              | 22            |
| Trung Quốc (QQ Music)                  | 2             |
| France Download (SNEP)                 | 95            |
| Nhật Bản (Japan Hot 100)               | 7             |
| New Zealand Heatseekers (RMNZ)         | 2             |
| Nga (Tophit)                           | 43            |
| Scotland (OCC)                         | 32            |
| Singapore (RIAS)                       | 1             |
| Hàn Quốc (Hot 100)                     | 1             |
| Hàn Quốc (Gaon)                        | 1             |
| South Korea International Chart (Gaon) | 1             |
| Anh Quốc (OCC)                         | 78            |
| Hoa Kỳ Billboard Hot 100               | 55            |
| US World Digital Songs (Billboard)     | 1             |

## Giải thưởng và đề cử
| Năm  | Tổ chức                      | Giải thưởng                           | Kết quả   | Ng.    |
| ---- | ---------------------------- | ------------------------------------- | --------- | ------ |
| 2018 | BreakTudo Awards             | Video of the Year                     | Đề cử     | [ 21 ] |
| 2018 | Genie Music Awards           | Dance Track (Female)                  | Đề cử     | [ 22 ] |
| 2018 | Genie Music Awards           | Song of the Year                      | Đề cử     | [ 22 ] |
| 2018 | Korea Popular Music Awards   | Best Group Dance                      | Đề cử     | [ 23 ] |
| 2018 | Korea Popular Music Awards   | Song of the Year                      | Đề cử     | [ 23 ] |
| 2018 | Melon Music Awards           | Best Dance – Female                   | Đoạt giải | [ 24 ] |
| 2018 | Melon Music Awards           | Song of the Year                      | Đề cử     | [ 24 ] |
| 2018 | MTV Video Music Awards Japan | Best Dance Video                      | Đoạt giải | [ 25 ] |
| 2018 | Mnet Asian Music Awards      | Best Dance Performance – Female Group | Đề cử     | [ 26 ] |
| 2018 | Mnet Asian Music Awards      | Best Music Video                      | Đề cử     | [ 26 ] |
| 2018 | Mnet Asian Music Awards      | Song of the Year                      | Đề cử     | [ 26 ] |
| 2019 | Gaon Chart Music Awards      | Song of the Year – Tháng 6            | Đoạt giải | [ 27 ] |
| 2019 | Golden Disc Awards           | Best Digital Song (Bonsang)           | Đoạt giải | [ 28 ] |
| 2019 | Golden Disc Awards           | Song of the Year (Daesang)            | Đề cử     | [ 28 ] |
| 2019 | Teen Choice Awards           | Choice Song: Group                    | Đoạt giải | [ 29 ] |
| 2020 | Bugs Music Awards            | 20th Anniversary – Most Loved Music   | Đoạt giải | [ 30 ] |

| Chương trình           | Ngày                | Nguồn  |
| ---------------------- | ------------------- | ------ |
| Show! Music Core (MBC) | 23 tháng 6 năm 2018 | [ 31 ] |
| Show! Music Core (MBC) | 30 tháng 6 năm 2018 | [ 32 ] |
| Show! Music Core (MBC) | 7 tháng 7 năm 2018  | [ 33 ] |
| Show! Music Core (MBC) | 14 tháng 7 năm 2018 | [ 34 ] |
| Inkigayo (SBS)         | 24 tháng 6 năm 2018 | [ 35 ] |
| Inkigayo (SBS)         | 1 tháng 7 năm 2018  | [ 36 ] |
| Inkigayo (SBS)         | 8 tháng 7 năm 2018  | [ 37 ] |
| M Countdown (Mnet)     | 28 tháng 6 năm 2018 | [ 38 ] |
| M Countdown (Mnet)     | 5 tháng 7 năm 2018  | [ 39 ] |
| M Countdown (Mnet)     | 12 tháng 7 năm 2018 | [ 40 ] |
| Music Bank (KBS)       | 29 tháng 6 năm 2018 | [ 41 ] |

| Giải thưởng             | Ngày                | Nguồn  |
| ----------------------- | ------------------- | ------ |
| Weekly Popularity Award | 2 tháng 7 năm 2018  | [ 42 ] |
| Weekly Popularity Award | 9 tháng 7 năm 2018  | [ 42 ] |
| Weekly Popularity Award | 16 tháng 7 năm 2018 | [ 42 ] |

## Doanh số và chứng nhận
| Quốc gia | Chứng nhận | Số đơn vị/doanh số chứng nhận |
| --- | ---------- | ----------------------------- |
| Ba Lan (ZPAV) | Vàng       | 25.000‡                       |
| Hàn Quốc (KMCA) | Bạch kim   | 2.500.000*                    |
| Anh Quốc (BPI) | Bạc        | 200.000‡                      |
| Hoa Kỳ (RIAA) | Vàng       | 500.000‡                      |
| Lượt phát trực tuyến |            |                               |
| Nhật Bản (RIAJ) | Vàng       | 50.000.000                    |
| Hàn Quốc (KMCA) | Bạch kim   | 100.000.000                   |
| * Chứng nhận dựa theo doanh số tiêu thụ. · ‡ Chứng nhận dựa theo doanh số tiêu thụ và phát trực tuyến. · Chứng nhận dựa theo doanh số phát trực tuyến. |            |                               |

## Lịch sử phát hành
| Khu vực  | Ngày                | Định dạng        | Hãng                          | Ref.   |
| -------- | ------------------- | ---------------- | ----------------------------- | ------ |
| Toàn cầu | 15 tháng 6 năm 2018 | Digital download | YG Entertainment, Genie Music | [ 49 ] |
| Hàn Quốc | 20 tháng 6 năm 2018 | CD               | YG Entertainment, Genie Music | [ 50 ] |